# Купер, Майкл
Майкл Джеро́м Ку́пер (англ. Michael Jerome Cooper; род. 15 апреля 1956 года, Лос-Анджелес, Калифорния, США) — американский профессиональный баскетболист и тренер. Пятикратный чемпион НБА в составе клуба «Лос-Анджелес Лейкерс» в качестве игрока и двукратный чемпион женской НБА в составе команды «Лос-Анджелес Спаркс» в качестве тренера. В 1987 году был признан лучшим оборонительным игроком НБА, а в 2000 году — тренером года женской НБА. Член баскетбольного зала славы с 2024 года.
13 января 2025 года «Лейкерс» вывели из обращения 21-й номер, под которым играл Купер.

## Биография

### Ранние годы
Купер родился в Лос-Анджелесе. Когда ему было три года, он сильно порезал одно колено, и ему пришлось наложить 100 швов. В то время доктор сказал, что он никогда не сможет ходить.

### Карьера игрока
Играл на позиции атакующего защитника и лёгкого форварда. Учился в городском колледже Пасадины и Университете Нью-Мексико, в 1978 году был выбран на драфте НБА под 60-м номером командой «Лос-Анджелес Лейкерс». Позже выступал в Италии за клуб «Виртус». Всего в НБА провёл 12 сезонов. В составе Лейкерс Купер пять раз становился чемпионом НБА (1980, 1982, 1985, 1987—1988). Пять раз включался в 1-ю сборную всех звёзд защиты НБА (1982, 1984—1985, 1987—1988), а также три раза — во 2-ю сборную всех звёзд защиты НБА (1981, 1983, 1986). В 1986 году стал лауреатом приза имени Джеймса Уолтера Кеннеди. В 1987 году стал лучшим оборонительным игроком НБА. Всего за карьеру сыграл 873 игры, в которых набрал 7729 очков (в среднем 8,9 за игру), сделал 2769 подборов, 3666 передач, 1033 перехвата и 523 блок-шота.

## Карьера тренера

### Лос-Анджелес Лейкерс (1994—1997)
После окончания игровой карьеры Купер в течение трех лет работал специальным помощником генерального менеджера «Лейкерс» Джерри Уэста, после чего в марте 1994 года вошел в тренерский штаб «Лейкерс» под руководством Мэджика Джонсона, а затем с 1994 по 1996 год работал с Делом Харрисом.

### Лос-Анджелес Спаркс (1999—2004)
В 1999 году Купер стал помощником тренера команды ЖНБА «Лос-Анджелес Спаркс» и помог команде впервые в истории франшизы выйти в плей-офф, показав результат в 20 побед и 12 поражений.
В ноябре 1999 года он был назначен главным тренером «Спаркс», и результаты команды быстро улучшились: в сезоне 2000 года команда финишировала с результатом в 28 побед и 4 поражения. За свои усилия Купер был назван лучшим тренером года в ЖНБА. В 2001 и 2002 годах «Спаркс» два подряд становились чемпионками ЖНБА, но в 2003 году проиграли «Детройт Шок» и не смогли завоевать третий титул.

### Денвер Наггетс (2004—2005)
После того как команда «Сакраменто Монархс» завершила выступление «Спаркс» в первом раунде плей-офф ЖНБА 2004 года, Купер устроился на работу в качестве помощника тренера под руководством Джеффа Бзделика в команду «Денвер Наггетс». После 24 игр Бзделик был уволен, а Купер был назначен временным главным тренером «Наггетс». Он оставался временным главным тренером, пока Джордж Карл не был приглашен в команду примерно месяц спустя, и работал в качестве скаута «Наггетс» до конца сезона.

### Альбукерке Тандербердс (2005—2007)
Купер был главным тренером команды «Альбукерке Тандербердс» в течение трех лет (2005-2007). В 2007 году он покинул «Тандербердс» после того, как в 2006 году привел их к чемпионству в Джи-Лиге НБА.

### Возвращение в «Спаркс» (2007—2009)
В 2007 году Купер вернулся в ЖНБА в качестве главного тренера «Лос-Анджелес Спаркс».

### Женская баскетбольная команда УСК Тродженс (2009—2013)
В мае 2009 года Купер был назначен главным тренером женской баскетбольной команды Университета Южной Калифорнии. Он покинул пост в 2013 году после того, как «Тродженс» заняли седьмое место в конференции Pac-12 с результатом в 7 побед и 11 поражений. За все время работы в «Тродженс» Купер одержал 72 победы и 57 раз потерпел поражение.

### Атланта Дрим (2014—2017)
В ноябре 2013 года Купер был нанят командой «Атланта Дрим» в качестве главного тренера. Его контракт не был продлен «Атлантой» после сезона с 11 победами и 22 поражениями в 2017 году.

### Чедвик (2019—2021)
В 2018 году Купер стал тренером «3's Company» в Лиге Big3.
В 2019 году Купер был назначен тренером школы «Чедвик» на полуострове Палос-Вердес в округе Лос-Анджелес.

### Калвер-Сити (2021—2023)
Купер стал главным тренером средней школы Калвер-Сити 8 сентября 2021 года.

### Калифорнийский университет в Лос-Анджелесе (2023—настоящее время)
В 2023 году Купер стал помощником главного тренера в Калифорнийском университете в Лос-Анджелесе.

## Статистика

### Статистика в НБА
| Сезон                                                                                    | Команда | Регулярный сезон | Регулярный сезон | Регулярный сезон | Регулярный сезон | Регулярный сезон | Регулярный сезон | Регулярный сезон | Регулярный сезон | Регулярный сезон | Регулярный сезон | Регулярный сезон | Серия плей-офф | Серия плей-офф | Серия плей-офф | Серия плей-офф | Серия плей-офф | Серия плей-офф | Серия плей-офф | Серия плей-офф | Серия плей-офф | Серия плей-офф | Серия плей-офф |
| Сезон                                                                                    | Команда | GP               | GS               | MPG              | FG%              | 3P%              | FT%              | RPG              | APG              | SPG              | BPG              | PPG              | GP             | GS             | MPG            | FG%            | 3P%            | FT%            | RPG            | APG            | SPG            | BPG            | PPG            |
| ---------------------------------------------------------------------------------------- | ------- | ---------------- | ---------------- | ---------------- | ---------------- | ---------------- | ---------------- | ---------------- | ---------------- | ---------------- | ---------------- | ---------------- | -------------- | -------------- | -------------- | -------------- | -------------- | -------------- | -------------- | -------------- | -------------- | -------------- | -------------- |
| 1978/79                                                                                  | Лейкерс | 3                |                  | 2,3              | 50,0             |                  | -                | 0,0              | 0,0              | 0,3              | 0,0              | 2,0              | Не участвовал  | Не участвовал  | Не участвовал  | Не участвовал  | Не участвовал  | Не участвовал  | Не участвовал  | Не участвовал  | Не участвовал  | Не участвовал  | Не участвовал  |
| 1979/80                                                                                  | Лейкерс | 82               |                  | 24,1             | 52,4             | 25,0             | 77,6             | 2,8              | 2,7              | 1,0              | 0,5              | 8,8              | 16             |                | 29,0           | 40,7           | 0,0            | 86,1           | 3,7            | 3,6            | 1,5            | 0,7            | 9,1            |
| 1980/81                                                                                  | Лейкерс | 81               |                  | 32,4             | 49,1             | 21,1             | 78,5             | 4,1              | 4,1              | 1,6              | 1,0              | 9,4              | 3              |                | 34,0           | 55,0           | 0,0            | 71,4           | 3,3            | 2,3            | 2,0            | 0,0            | 10,7           |
| 1981/82                                                                                  | Лейкерс | 76               | 14               | 28,9             | 51,7             | 11,8             | 81,3             | 3,5              | 3,0              | 1,6              | 0,8              | 11,9             | 14             | 0              | 27,4           | 56,5           | 50,0           | 73,5           | 4,4            | 4,4            | 1,7            | 0,8            | 11,9           |
| 1982/83                                                                                  | Лейкерс | 82               | 3                | 26,2             | 53,5             | 23,8             | 78,5             | 3,3              | 3,8              | 1,4              | 0,6              | 7,8              | 15             | 0              | 30,2           | 46,5           | 14,3           | 82,9           | 3,9            | 2,9            | 1,7            | 0,4            | 9,4            |
| 1983/84                                                                                  | Лейкерс | 82               | 9                | 29,1             | 49,7             | 31,4             | 83,8             | 3,2              | 5,9              | 1,4              | 0,8              | 9,0              | 21             | 0              | 34,4           | 46,1           | 33,3           | 80,6           | 3,9            | 5,7            | 1,1            | 1,0            | 11,3           |
| 1984/85                                                                                  | Лейкерс | 82               | 20               | 26,7             | 46,5             | 28,5             | 86,5             | 3,1              | 5,2              | 1,1              | 0,6              | 8,6              | 19             | 0              | 26,4           | 56,3           | 30,8           | 92,3           | 4,0            | 4,9            | 1,1            | 0,5            | 10,4           |
| 1985/86                                                                                  | Лейкерс | 82               | 15               | 27,7             | 45,2             | 38,7             | 86,5             | 3,0              | 5,7              | 1,1              | 0,5              | 9,2              | 14             | 0              | 30,1           | 47,0           | 46,3           | 81,8           | 3,3            | 4,9            | 1,3            | 0,3            | 9,7            |
| 1986/87                                                                                  | Лейкерс | 82               | 2                | 27,5             | 43,8             | 38,5             | 85,7             | 3,1              | 4,5              | 1,0              | 0,5              | 10,5             | 18             | 0              | 29,0           | 48,4           | 48,6           | 85,2           | 3,3            | 5,0            | 1,4            | 0,8            | 13,0           |
| 1987/88                                                                                  | Лейкерс | 61               | 8                | 29,4             | 39,2             | 32,0             | 85,8             | 3,7              | 4,7              | 1,1              | 0,4              | 8,7              | 24             | 0              | 24,5           | 41,2           | 40,3           | 74,1           | 2,4            | 2,8            | 0,8            | 0,4            | 6,4            |
| 1988/89                                                                                  | Лейкерс | 80               | 13               | 24,3             | 43,1             | 38,1             | 87,1             | 2,4              | 3,9              | 0,9              | 0,4              | 7,3              | 15             | 4              | 27,6           | 41,6           | 38,2           | 83,3           | 2,7            | 4,7            | 0,6            | 0,5            | 7,7            |
| 1989/90                                                                                  | Лейкерс | 80               | 10               | 23,1             | 38,7             | 31,8             | 88,3             | 2,8              | 2,7              | 0,8              | 0,5              | 6,4              | 9              | 0              | 19,2           | 28,6           | 25,0           | -              | 2,7            | 2,8            | 0,8            | 0,4            | 2,6            |
|                                                                                          | Всего   | 873              | 94               | 27,1             | 46,9             | 34,0             | 83,3             | 3,2              | 4,2              | 1,2              | 0,6              | 8,9              | 168            | 4              | 28,2           | 46,8           | 39,2           | 82,5           | 3,4            | 4,2            | 1,2            | 0,6            | 9,4            |
| Наведите курсор мыши на аббревиатуры в заголовке таблицы, чтобы прочесть их расшифровку. |         |                  |                  |                  |                  |                  |                  |                  |                  |                  |                  |                  |                |                |                |                |                |                |                |                |                |                |                |